# My Ladye Nevells Booke
My Ladye Nevells Booke (British Library MS Mus. 1591) è un manoscritto di musiche per tastiere del compositore inglese William Byrd, ed assieme al Fitzwilliam Virginal Book, una delle più importanti collezioni di musica rinascimentale scritta per questa categoria di strumenti.

## Descrizione
My Ladye Nevells Booke è costituito da 42 pezzi per tastiere di William Byrd, probabilmente il maggior compositore inglese del suo tempo. Anche se la musica fu copiata da John Baldwin, uno dei più famosi calligrafi del tempo, i pezzi sembrano esser stati selezionati, organizzati ed anche corretti dallo stesso Byrd.
Un pesante volume in folio oblungo, contiene il suo originale elaborato rilegato in pelle con il titolo stampato su una riparazione del XIX secolo. Lo stemma miniato della famiglia Nevill appare sul frontespizio, con la sigla "HN" nell'angolo in basso a sinistra. Consta di 192 fogli ciascuno composto da un pentagramma a quattro o sei line con grandi note a forma di diamante. Alla fine vi è un sommario.

## Storia
Le origini del manoscritto sono oscure. Nemmeno l'esatta identità del dedicatario è chiara, ma Lady Nevell presumibilmente fu allieva o mecenate di Byrd. Ci sono stati diverse contese per il titolo tra i componenti della famiglia Nevill, ma sottolinea una recente ricerca che la più probabile sia Elizabeth Nevill, moglie di Sir Henry Nevill della Casa di Billingbear, Berkshire (c.1518-1593), il cui stemma è stato identificato nel frontespizio. Sir Henry e la sua famiglia non erano cattolici, ma l'amicizia del loro figlio Enrico con Robert Devereux, II conte d'Essex è la prova che la famiglia potrebbe essere stata a favore della tolleranza religiosa.
La data del manoscritto non lascia comunque dubbi, in quanto indicata dallo stesso John Baldwin a Windsor:
(John Baldwin)
Baldwin fu un fervente ammiratore di Byrd: alla fine della quarta gagliarda scrive: mr. w. birde. homo memorabilis, ed inoltre scrisse un poema in lode di Byrd, whose greater skill and knowledge doth excelle all at this tyme.
Elizabeth Nevill dovrebbe essere stata strettamente legata a Byrd, come allieva o mecenate, ma il libro fu molto probabilmente un regalo per lei. Visse principalmente a Hambleden in Buckinghamshire, vicino a dove Byrd ed i suoi fratelli avevano una casa. A un certo punto il manoscritto venne donato alla Regina Elisabetta da Sir Henry Nevill e poi dovrebbe essere passato attraverso varie mani fino a quando non venne restituito, nel 1668, a un discendente sconosciuto della famiglia Nevill. Il libro è stato conservato dalla famiglia Nevill fino alla fine del XVIII secolo, quando passò di mano in mano fra collezionisti per tornare poi in possesso di William Nevill, I marchese di Abergavenny. Nel 2006 è stato accettato dal Governo del Regno Unito come imposta di successione e destinati alla British Library. Nel 2009 la British Library ha digitalizzato il manoscritto rendendolo disponibile come libro virtuale sul proprio sito web.

## Contenuti
(come da indice del manoscritto)
1. my ladye nevells grownde
2. qui passe: for my ladye nevell
3. the marche before the battell
4. the battell (the souldiers sommons: the marche of footemen: the marche of horsemen: the trumpetts: the Irishe marche: the bagpipe: and drone: the flute and drõme: the marche to fight: tantara: the battels be ioyned: the retreat).
5. the galliarde for the victorie
6. the barlye breake
7. the galliard gygg
8. the huntes upp
9. vt re mi fa sol la
10. the first Pavian
11. the galliarde to the same
12. the seconde pavian
13. the galliarde to the same
14. the third pavian
15. the galliarde to the same
16. the fourth pavian
17. the galliarde to the same
18. the fifte pavian
19. the galliarde to the same
20. the sixte pavian [Kinbrugh Goodd]
21. the galliarde to the same
22. the seventh pavian
23. the eighte pavian
24. the nynthe pavian [the Passinge Mesures]
25. the galliarde to the same
26. the voluntarie lesson
27. will you walk the woods soe wylde
28. the maydens songe
29. a lesson of voluntarie
30. the seconde grownde
31. have wt you to walsingame
32. all in a garden greene
33. lthe:lo:willobies welcome home
34. the carmans whistle
35. hughe ashtons:grownde
36. A fancie:—. for my ladye nevell
37. sellingers rownde
38. munsers almaine
39. the tennthe pavian: mr:w:peter
40. the galliarde to the same
41. A fancie
42. A voluntarie

Con l'eccezione dei due brani dedicati a Lady Nevell, le composizioni erano evidentemente non create appositamente per il libro, né per il dedicatario, ma erano rappresentative di alcuni dei lavori di Byrd dei dieci-quindici anni precedenti. La Pavan decima è dedicata al cattolico Lord John Petre, mentre la sesta è dedicata a Kinborough Good, figlia del Dr James Good. Il manoscritto è notevole per la mancanza di opere liturgiche, ed i pezzi possono riflettere i gusti musicali di Elisabetta  Nevill. La musica per la danza è rappresentata principalmente dalle dieci magnifiche ma un po' cupe pavane e dalle gagliarde, mancando completamente le più vivaci courante e la volta presenti nel Fitzwilliam Virginal Book, e presenta solo una allemanda.
Battell si suppone sia stata scritta dopo la vittoria del 1588 sulla Invincibile Armata, ma più probabilmente allude alle Rivolte dei Desmond. Essa è il primo esempio noto di musica a programma, e mostra un Byrd in una rara vena spensierata.
Le variazioni, a volte armoniche ed altre contrappuntistiche, si trovano nelle canzoni popolari, nelle danze e nell'esacordo (ut, re, mi, fa, sol, la), probabile invenzione di Byrd. Le magistrali fantasie, almeno una delle quali arrangiata per un consort, non sono come quelle composte prima degli anni 1580, ma in ogni caso di una generazione precedente a che i maestri italiana della tastiera pubblicassero le loro toccata.
Registrazioni complete delle musiche del booke sono state realizzate dai clavicembalisti Christopher Hogwood e Elizabeth Farr. La registrazione dell'opera omnia di William Byrd, realizzata da Davitt Moroney, comprende tutti questi pezzi. Alcuni di questi, compresi Sellingers Rownde e Hughe Ashtons Grownde, sono stati registrati da Glenn Gould al pianoforte.